# LIAZ
LIAZ (Liberecké Automobilové Závody) – czeska (do 1993 roku czechosłowacka) fabryka samochodów ciężarowych z siedzibą w Jabłońcu nad Nysą.

## Historia i opis fabryki
W 1951 roku początkowo w Libercu powstała fabryka LIAZ na terenach dawnej fabryki „Reichenberger Automobilfabrik”, gdzie trafiła część produkcji Škody. Model 706 produkowany był jako Škoda i LIAZ jednocześnie. W roku 1957 powstał model 706RT, natomiast w 1960 r. ciągnik siodłowy 706RTTN. W 1989 roku zaczęła się restrukturyzacja firmy. LIAZ przekształcił się w „Truck International AS”, filię Škody. Prywatyzacja zakończyła się w 1995 roku, a większościowym udziałowcem została Škoda Pilzno. Nowym produktem stać się miał 42–tonowy ciągnik Škoda Xena, wyposażony w silnik Detroit Diesel serii 60 z turbodoładowaniem i intercoolerem oraz 16–stopniową skrzynią Eatona. Seria prototypowa obejmowała 30 pojazdów. Jednak nie uratowało to firmy przed upadkiem. W 1999 roku powstało już tylko 130 ciężarówek. Po przejęciu obiektów przez słowacką firmę „Sipox Holding” produkcja zamarła całkowicie.

## Samochody produkowane w fabryce
- Škoda 706 (1939–1943)
- Škoda 706 R (1946–1957)
- Škoda 706 RT/LIAZ RT (1957–1985)
- Škoda 706 MT/LIAZ MT (1966–1988)
- LIAZ 100 (100: 1974–1984, 110: 1984–1994)
- LIAZ 200 (1991–1994)
- LIAZ 300 (1993–2003)
- LIAZ S (1996–2003) - licencyjny Steyr 12M18
- LIAZ FZ
- Škoda Xena i Fox/LIAZ 400 (1996–2000, od 2006 do 2009 roku pojazdy tej serii produkowane były przez firmę Tedom)

## Galeria

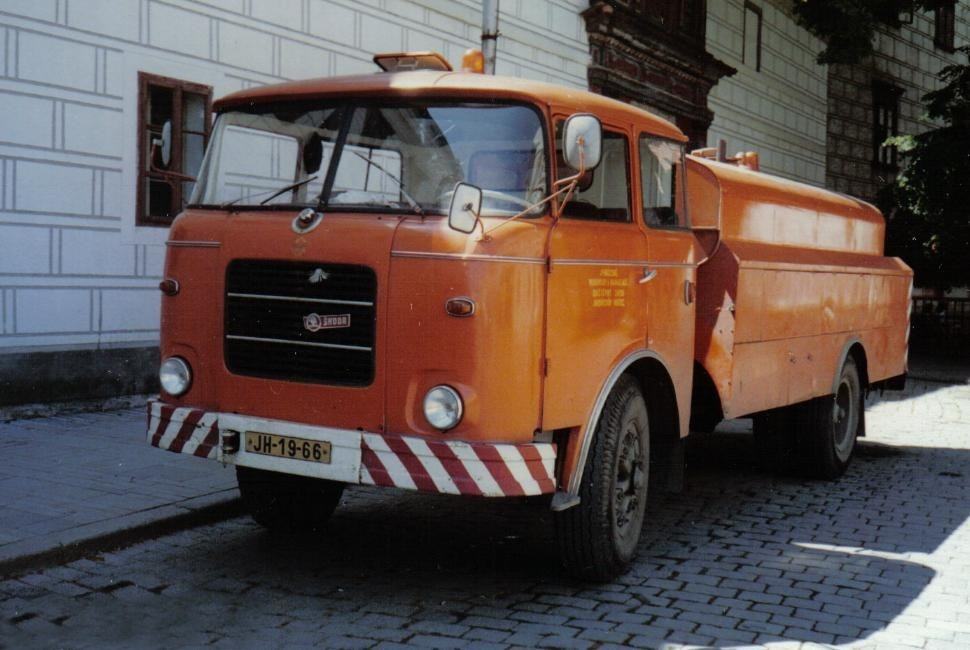
LIAZ RT
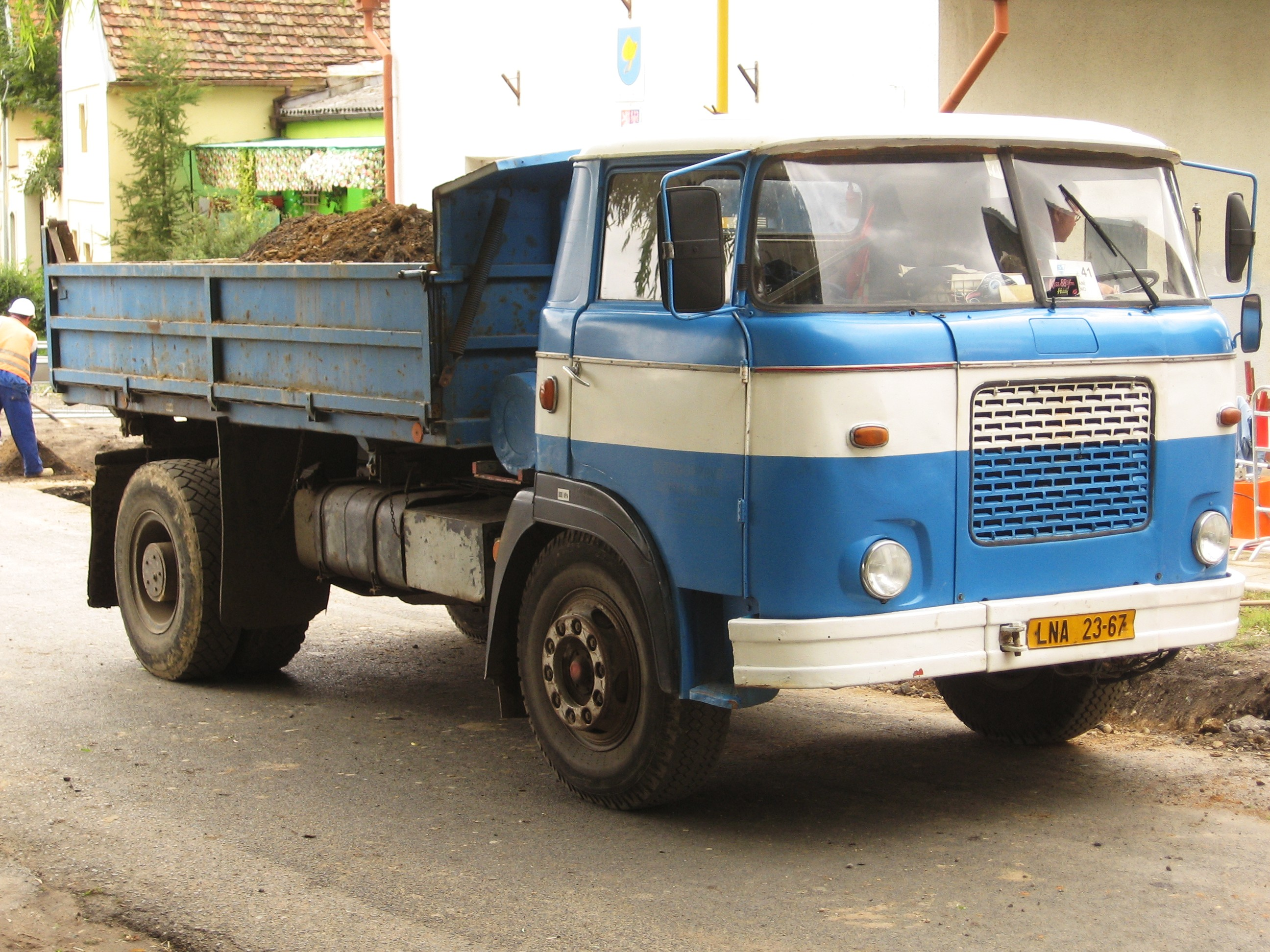
LIAZ MT
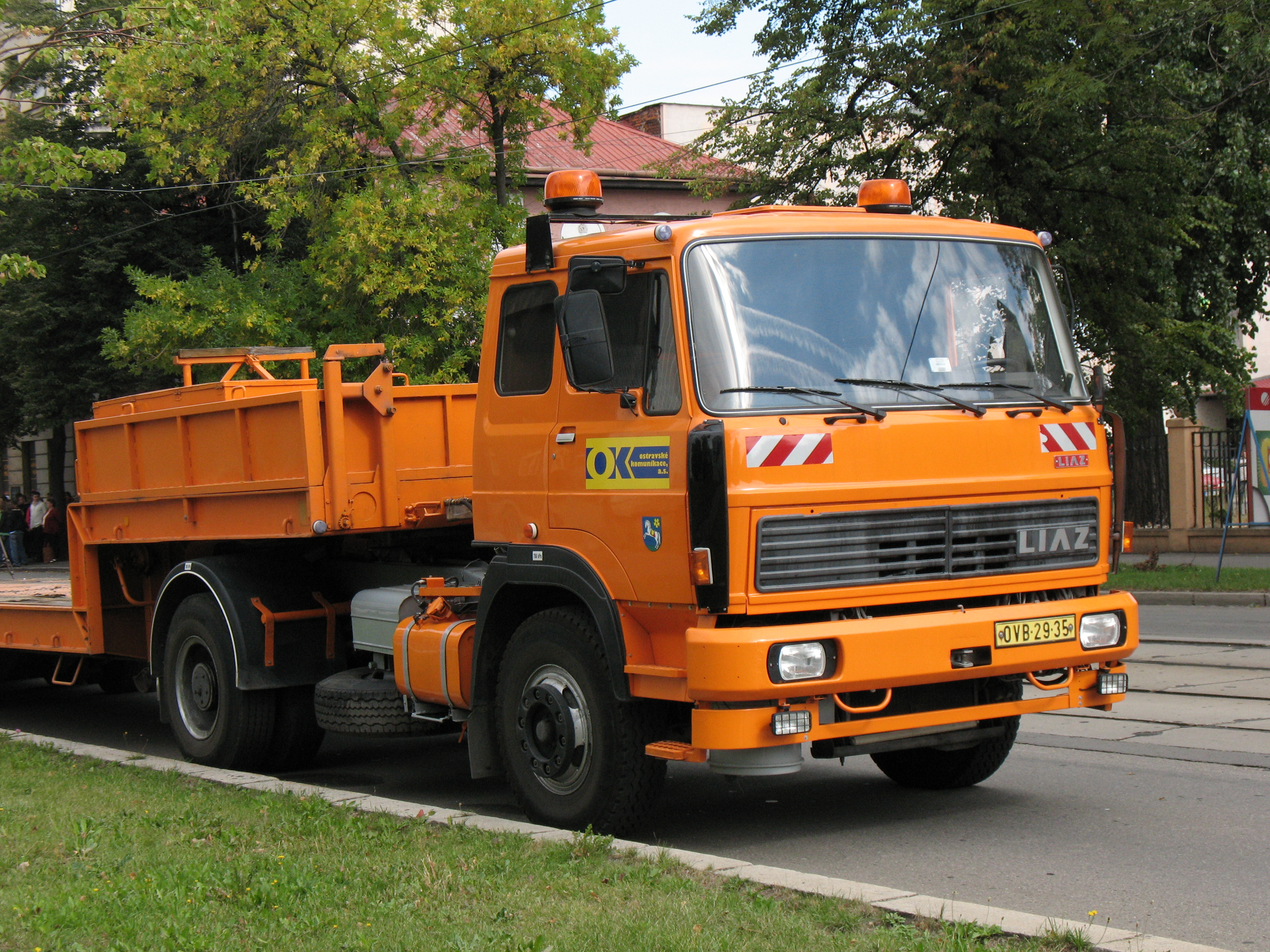
LIAZ 200
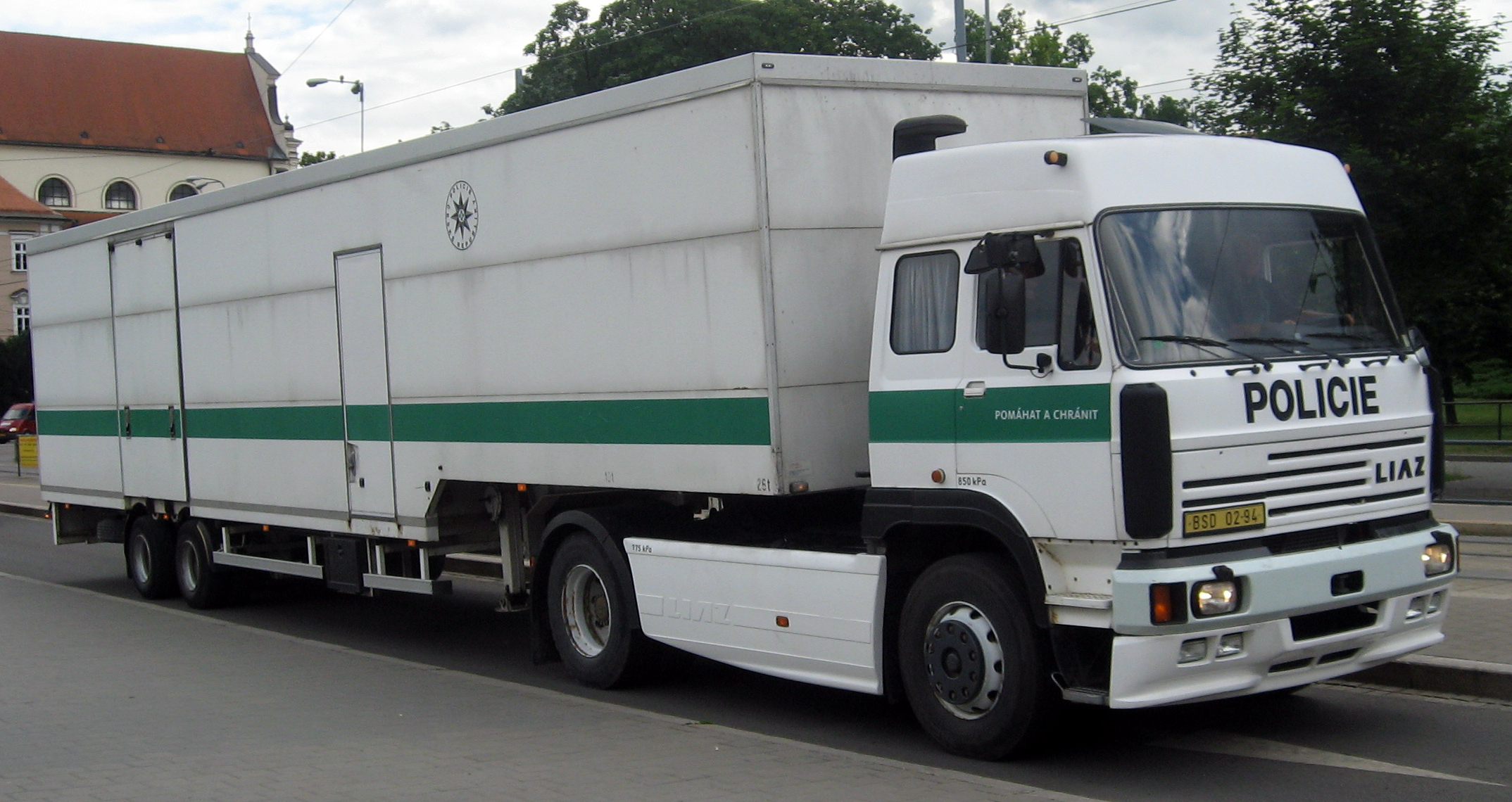
LIAZ 300
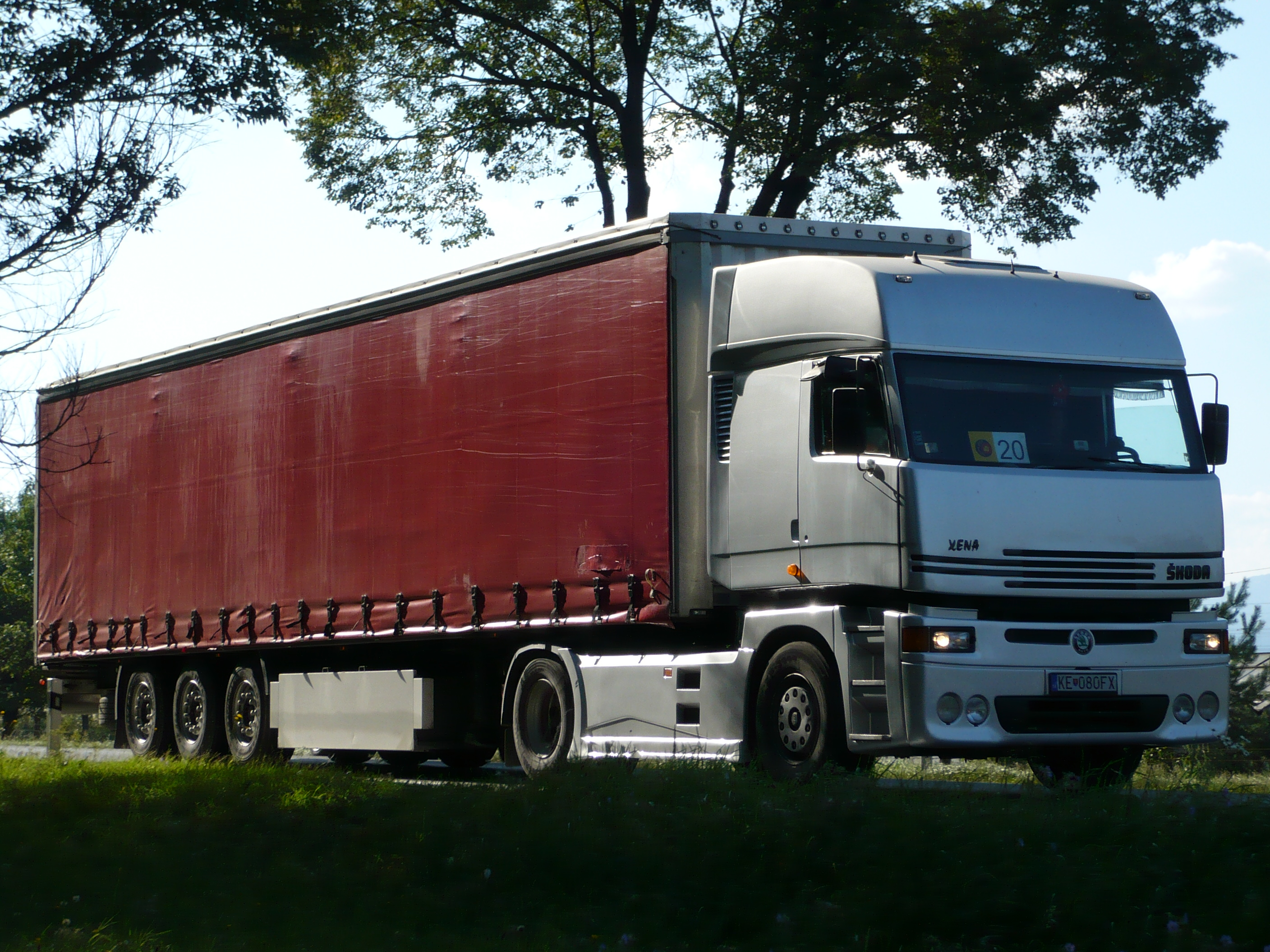
Škoda Xena/LIAZ 400